# Fenfloden
Fenfloden är en biflod från vänster till Gula floden och dränerar centrala Shanxi-provinsen i norra Kina. Floden har en central betydelse för jordbruket i provinsen och är därför uppdämd på flera ställen. Sex mil nordväst om provinshuvudstaden  Taiyuan ligger reservoarenn Fenhe Shuiku, och genom själva staden har flera dämingar gett floden en konstlad bredd på 200 meter.